# Alibi (canale televisivo)
Alibi è un canale televisivo britannico e irlandese. Ha cominciato a trasmettere il 7 ottobre del 2008.

## Storia
Il canale è stato originariamente lanciato come parte della nuova rete UKTV a quattro canali il 1 novembre 1997. Il canale, originariamente chiamato UK Arena, si concentrava sulla programmazione artistica e prendeva il nome dal programma artistico di punta della BBC Arena (la BBC, attraverso BBC Worldwide, possiede metà di UKTV e quindi metà del canale). 
Tuttavia, a seguito di ascolti deludenti, la programmazione del canale è stata ampliata per includere tutte le serie drammatiche e, di conseguenza, è stato ribattezzato UK Drama il 31 marzo 2000. Il servizio è durato, con numeri di ascolto maggiori, fino all'8 marzo 2004, quando, insieme agli altri canali UKTV , è stato ribattezzato UKTV Drama per aumentare la notorietà del marchio UKTV.
Dopo il successo del rilancio e il rebranding del canale UKTV G2 come Dave il 15 ottobre 2007, i restanti canali UKTV hanno subito le stesse modifiche. UKTV Drama è stata ribattezzata Alibi il 7 ottobre 2008 e i programmi del canale sono stati modificati per concentrarsi specificamente sui drammi polizieschi. Tutti i drammi non polizieschi sono stati trasferiti al canale Gold o al canale di nuova creazione Watch.

## Programmazione
La programmazione del canale è una combinazione di serie drammatiche e serial che comprendono spettacoli in prima visione esclusivi e in seconda visione dagli Stati Uniti e dal Canada, insieme a spettacoli in seconda visione della BBC e ITV.